# Conférence internationale des barreaux
Pour les articles homonymes, voir CIB.
La Conférence Internationale des Barreaux de tradition juridique commune (CIB) est une association volontaire qui regroupe plus de 70 barreaux et des avocats, issus de 42 pays de tradition romano-civiliste et ayant le français en partage.

## Histoire
Le 29 novembre 1985, sous la présidence de Guy Danet, bâtonnier de Paris, en présence de Robert Badinter, garde des Sceaux et ministre de la Justice, et à l'initiative de Mario Stasi, dauphin de l’Ordre,, se sont réunis, dans la salle du conseil de l’Ordre des avocats à la Cour de Paris, les représentants de vingt-quatre barreaux de pays de tradition juridique commune ayant le français en partage,.
Les barreaux représentés comprenaient ceux d’Algérie, de Belgique (Bruxelles et Liège), du Bénin, ce qui deviendra le Barreau du Burkina Faso, représenté par son futur bâtonnier, Titinga Frédéric Pacéré, ceux du Cameroun, représenté par le Bâtonnier Yondo Black, du Canada (Montréal, la ville de Québec et la province de Québec), de Côte d’Ivoire, d’Égypte, de Guinée, du Liban, de Louisiane, de Luxembourg, du Mali, du Maroc, du Sénégal, de Suisse (Genève et Lausanne), de Syrie, du Togo, de Tunisie et de France (Paris).
Les représentants de ces barreaux ont décidé de se grouper au sein d’une conférence permanente, dite Conférence Internationale des Barreaux de tradition juridique commune, la CIB. Cette tradition est celle du droit romano-civiliste, qui est l'un des deux grands systèmes juridiques.
Depuis son assemblée générale du 30 novembre 2023 à Liège, la CIB permet également l'adhésion des avocats à titre individuel et de leur cabinet, s'ils adhèrent à ses valeurs et objectifs,.
Donnant suite à une résolution de l'assemblée générale de la CIB du congrès de Yaoundé en 1991, les bâtonniers Titinga Frédéric Pacéré et Mario Stasi ont initié la fondation d’Avocats Sans frontières (ASF),. La création de cette association a été parrainée par la CIB, avec l'Union internationale des avocats et le Barreau français de Bruxelles, à travers une motion de la CIB adoptée à Bruxelles le 24 janvier 1992,,,.
La Conférence a aidé à la création de barreaux là où ils n’existaient pas. Ce fut le cas avec le parrainage des barreaux du Niger en 1988, du Burkina Faso en 1990, du Tchad en 1996, et du Rwanda en 1997,.
Elle a porté également sur les fonts baptismaux le Centre International en Afrique de Formation des Avocats Francophones (CIFAF), une ONG créée le 14 mars 2000, à Bamako, par les barreaux membres de la CIB de sept pays d'Afrique de l'Ouest,.
La CIB est un des seize Réseaux Institutionnels de la Francophonie (RIF) reconnus par l'Organisation Internationale de la Francophonie, à la suite du programme d’action de Bamako du 20 octobre 2002,, et joue donc un rôle dans la coopération francophone multilatérale.
La CIB a été honorée par l'Ordre des avocats de Madrid qui a remis, le 15 juin 2012, sa médaille d'honneur au président de la CIB, Ahmed Salem Ould Bouhoubeyni.
Mario Stasi a exercé les fonctions de secrétaire général de la CIB jusqu’à sa mort le 3 novembre 2012. Depuis, Bernard Vatier lui a succédé à ce poste.

## Objet
La CIB a pour objet de réunir des barreaux dont le Bâtonnier et les membres du conseil de l’Ordre sont régulièrement élus par leurs membres, exercent leur mandat en toute indépendance, garantissent la liberté de leur exercice et partagent la tradition juridique romano-civiliste.
L'association veille à l’indépendance de la justice, des barreaux,, ainsi qu'à l’indépendance et à la fonction sociale de l’avocat.
Elle assure la défense de la défense en soutenant les avocats menacés ou persécutés en raison de l'exercice de leur profession,. Car, pour reprendre les mots de Robert Badinter au congrès de la CIB à Lausanne, "face à ces situations où l’avocat est poursuivi ou réduit au silence par la contrainte d’État, où ces avocats trouveront-ils aide et secours, sinon … dans l’assistance internationale des barreaux. Cette solidarité active de tous les avocats des états démocratiques avec leurs confrères persécutés, emprisonnés, menacés, est une exigence éthique des barreaux à travers le monde. Exigence éthique et je dirais, non pas spécialement, mais notamment des barreaux de langue française, ne serait-ce qu’à cause de leur histoire et de la déclaration des droits de l’Homme, qui reste dans ce domaine, le texte fondateur. À eux, je m’en remets, en notre nom à tous, de constituer, face aux dictatures, un même barreau international soudé par les mêmes valeurs".
La CIB promeut et veille au respect des droits fondamentaux, de l’état de droit et de la justice,. Elle défend les droits de la défense et appelle à l’observance des règles du procès équitable.

## Présidence
Le président est élu pour un an.
Les derniers présidents ont été :
- 2004–2005 : Henri Grondin[38],  Canada ;
- 2005–2006 : Barthélémy Kéré[39],  Burkina Faso ;
- 2006–2007 : Charles Tchoungang[40],  Cameroun ;
- 2007–2008 : Ahmed Ould Cheikh Sidiya,  Mauritanie ;
- 2008–2009 : Jean Petro[41],  République du Congo ;
- 2009 : Yves Oschinsky[42],  Belgique ;
- 2009–2010 : Coffi Alexis Aquereburu[43],  Togo ;
- 2010–2011 : Tanayi Mbuyi Mbiye[44],  République démocratique du Congo ;
- 2011–2012 : Ahmed Salem Ould Bouhoubeyni[27],  Mauritanie ;
- 2012–2013 : Athanase Rutabingwa[45],  Rwanda ;
- 2013–2014 : Mamadou Kone[46],  Côte d'Ivoire ;
- 2014–2015 : Ahmeth Ba[47],  Sénégal ;
- 2015–2016 : Cyrille Y. Djikui[48],  Bénin ;
- 2016–2017 : Jackson Ngie Kamga[49],  Cameroun ;
- 2017–2018 : Stanley Gaston[50],  Haïti ;
- 2018–2019 : Elie Elkaïm[51],[52],  Suisse ;
- 2019–2021 : Athanase Mbaigangnon[53],  Tchad ;
- 2021–2022 : Lubin Ntoutoume[54],  Gabon ;
- 2022–2023 : Oumarou Sanda Kadri[55],  Niger ;
- 2023–2024 : Jean-François Henrotte[56],  Belgique ;
- 2024–2025 : Murielle Renard-Legrand[57],[58],  France ;

## Congrès annuels
Un congrès est organisé chaque année (avec le soutien et la participation de l'OIF) :
- 1986 - Ier congrès : Genève, Suisse
- 1987 - IIe congrès : Lomé, Togo[60]
- 1988 - IIIe congrès : Montréal, Canada
- 1989 - IVe congrès : Abidjan, Côte d’Ivoire
- 1991 - Ve congrès : Bruxelles, Belgique
- 1991 - VIe congrès : Yaoundé, Cameroun
- 1992 - VIIe congrès : Dakar, Sénégal[61]
- 1993 - VIIIe congrès : Cotonou, Bénin[61]
- 1994 - IXe congrès : Abidjan, Côte d’Ivoire[61]
- 1995 - Xe congrès : Paris, France
- 1996 - XIe congrès : Ouagadougou, Burkina Faso
- 1997 - XIIe congrès : Meknès, Maroc
- 1998 - XIIIe congrès : Bamako, Mali
- 1999 - XIVe congrès : Niamey, Niger
- 2000 - Pas de congrès organisé
- 2001 - XVe congrès : Alger, Algérie[62]
- 2002 - XVIe congrès : Dakar, Sénégal[4]
- 2003 - XVIIe congrès : Libreville, Gabon
- 2004 - XVIIIe congrès : Québec, Canada
- 2005 - XIXe congrès : Ouagadougou, Burkina Faso[38],[63]
- 2006 - XXe congrès : Yaoundé, Cameroun[64]
- 2007 - XXIe congrès : Nouakchott, Mauritanie[65]
- 2008 - XXIIe congrès : Brazzaville, Congo[66],[67]
- 2009 - XXIIIe congrès : Bruxelles, Belgique[6]
- 2009 - XXIVe congrès : Lomé, Togo[68],[42]
- 2010 - XXVe congrès : Kinshasa Gombe, République Démocratique du Congo[44],[69]
- 2011 - XXVIe congrès : Nouakchott, Mauritanie[65],[70]
- 2012 - XXVIIe congrès : Kigali, Rwanda[71],[45]
- 2013 - XXVIIIe congrès : Abidjan, Côte d’Ivoire[72]
- 2014 – XXIXe congrès : Dakar, Sénégal[73]
- 2015 - XXXe congrès : Cotonou, Bénin[74],[47]
- 2016 - XXXIe congrès : Yaoundé, Cameroun[75],[76]
- 2017 - XXXIIe congrès : Port-au-Prince, Haïti[77],[78]
- 2018 - XXXIIIe congrès : Lausanne, Suisse[79],[11]
- 2019 - XXXIVe congrès : N’Djamena, Tchad[52],[80],[81]
- 2020 - Congrès postposé en raison de la pandémie de COVID-19
- 2021 - XXXVe congrès : Libreville, Gabon[82],[83]
- 2022 - XXXVIe congrès : Niamey, Niger[84],[85],[86]
- 2023 - XXXVIIe congrès : Liège, Belgique[87],[88]; les actes du congrès ont été édités[89].
- 2024 - XXXVIIIe congrès : Fort-de-France, France[90],[91]; les actes du congrès ont été édités[92] et le prix CIB Bâtonnier Stasi a été décerné à Jacques Letang[90]